# Limonia quantilla
Limonia quantilla är en tvåvingeart som beskrevs av Alexander 1934. Limonia quantilla ingår i släktet Limonia och familjen småharkrankar. Inga underarter finns listade i Catalogue of Life.